# Васюков, Иван Григорьевич
Иван Григорьевич Васюков (9 мая 1921, Чернево, Лопандинское сельское поселение — 21 августа 2003, Лопандино, Брянская область) — командир взвода разведки, полный кавалер Ордена Славы.

## Биография
Иван Григорьевич Васюков родился в рабоче-крестьянской семье в деревне Чернево, где получил образование семи классов. Затем работал в колхозе.
С 25 мая 1941 года был призван в Красную Армию. В начале Великой Отечественной войны попал на Западный фронт, где участвовал в Белорусской оборонительной операции, затем в битве за Москву, где 5 июля 1942 года был ранен, Сталинградской битве.
За операцию в ночь с 22 на 23 апреля 1944 года получил медаль «За отвагу». Близ д. Тотоешть, руководя развед отрядом, выявил огневые силы противника и захватил немецкого ефрейтора в плен.
За захват двух румынских солдат, прикрытие отхода своего отряда с ценными пленными и личное уничтожение 3 вражеских солдат в ночь на 21 мая 1944 года награждён Орденом Красной звезды. 25 мая 1944 под г. Корсунь получил второе ранение.
Орденом Славы III степени награждён за многократное выполнение развед задач: 13 развед вылазок, захват восьми пленных, уничтожение более 30 вражеских солдат, в том числе за отважные действия 28 июня 1944 года во главе развет группы, когда Иван Григорьевич захватил венгерского солдата, а подоспевший отряд врага в количестве 15 человек, заставил разбежаться.
Орденом Славы II степени награждён за мужественные действия по борьбе с врагом у г. Пятра-Нямц 15 сентября 1944 года. Немецкие войска предприняли ряд контратак в данном месте и пытались зайти в тыл, что вовремя заметил Иван Григорьевич, и лично забросал врага гранатами, тем самым дезориентировав. В результате четырёх контратак врага отряд Васюкова уничтожил 15 немецких солдат за день.
Отмечен Орденом Славы I степени как умелый командир взвода, под руководством которого в конце 1944 года было захвачено 32 вражеских солдата, без потерь своих солдат. При личной развед операции в ночь на 6 января близ г. Будапешт Васюков лично захватил 2 пленных, застрелил 1 сопротивлявшегося и получил ранение сам, оставшись в строю.
После демобилизации вернулся на Родину в д. Чернево. Был заведующим деревенским клубом. Умер он 20 августа 2003 года, похоронен в д. Чернево.

## Память
- Надгробный памятник в д. Чернево Брянской области[10],
- Памятная доска на Аллее Славы в п. Комаричи Брянской области[11].